# Iordache Cuparencu
Iordache Cuparencu (Cuparentco, Kuparentko, Kuparenko) (n. 1780 sau 1784, Călineștii lui Cuparenco - d. 1844, Varșovia) a fost un artist de circ, aeronaut, actor de teatru, ofițer în armata poloneză și inventator român.

## Biografie
Iordache Cuparencu, fiul lui Ion Cuparencu s-a născut în Călineștii lui Cuparenco în anul 1780. La vârsta de 15 ani părăsește casa părintească și se duce la Iași. Stăpânind știința desenului, se angajează la atelierul de pictură al unui teatru local. 
În aceeași perioadă, în Iași se desfășurau reprezentații ale trupei de acrobați Johann Kolter. Cuparencu se alătură acestei trupe, se căsătorește cu fiica lui Kolter și în 1804 ajunge cu trupa la Varșovia. În timpul unui exercițiu acrobatic cade de pe coarda montată la înălțime și își rupe piciorul. Acest lucru îl va determina să renunțe la acest gen de acrobație și să treacă la demonstrații de artificii.
Aflând din presă despre frecventele ascensiuni cu balonul, își exprimă părerea că o astfel de călătorie se poate face cu costuri mai reduse. Construiește un astfel de balon cu care în 1806 face prima ascensiune aeriană. Se ridică din grădina Foxal, dar când ajunge la turnul Bisericii Sfintei Cruci balonul se aprinde. Sesizând pericolul, deschide supapa superioară a balonului reușind să coboare într-o grădină de pe strada Krakowskie Przedmieście.
O altă ascensiune cu balonul a fost făcută în ziua de 6 decembrie 1806 la Vilnius când a reușit să ajungă la o înălțime mult mai mare parcurgând o milă și jumătate (cca. 2,5 km).
Se reîntoarce la Varșovia și în seara zilei de 24 iulie 1808 se ridică din grădina Foxal efectuând a treia ascensiune cu balonul ajungând până la altitudinea de 3882 picioare pariziene (cca. 1281 m). A avut timp câteva minute să observe instrumentele meteorologice primite de la profesorul Antoni Magier. În timpul coborârii, vântul a început să sfâșie balonul, navigatorul a deschis clapa, iar balonul s-a aprins de la sobița cu focul ațâțat. Cuparencu s-a salvat ținându-se puternic de galeria (nacela) pe care ședea, fundul acesteia servindu-i drept parașută. A aterizat ușor pe nisipurile de lângă Powązki.
Este considerat primul om care a supraviețuit distrugerii în zbor a balonului cu aer cald și primul pentru care parașuta s-a dovedit cu adevărat a fi o centură de siguranță în aer. De asemenea, poate fi considerat primul român aeronaut care a conceput, construit și efectuat ascensiuni cu baloane cu aer cald.
Cuparencu va ajunge în teatru, iar în 1811 s-a angajat în armata poloneză, într-un detașament de obuziere, cu gradul de locotenent. de pe strada Krakowskie Przedmieście
După încetarea zborurilor s-a ocupat de
- construcția unui teatru de marionete mecanizat, care a fost prezentat la expoziția de la Paris
- construcția unei caterinci, care interpreta muzică din opera Der Freischütz de Karl Maria von Weber.

Iordache Cuparencu este înmormântat la cimitirul ortodox de la Varșovia.